# Kolsva IF
Kolsva Idrottsförening (KIF), tidigare Kohlswa IF, är en idrottsförening från Kolsva, som bildades 1906.
KIF bedriver verksamhet inom brottning, fotboll, gymnastik och skidor.
Föreningen har tidigare även bedrivit backhoppning, bandy, boxning, cykling, friidrott, handboll, ishockey, orientering och simning.

## Historia
Idrotten i Kolsva startade många år innan Kolsva Idrottsförening bildades. Som på många andra håll skedde det i brytningen mellan 1880- och 1890-talet. Impulserna kom söderifrån, från Köping, där man genom Köpings mekaniska verkstad haft kontakt med flera engelsmän, som också tidvis var bosatta i Köping och där lärde ut vad de kunde ifråga om idrott. Någon organiserad idrott var det dock inte fråga om, inte heller lagidrott. Det var mest individuella framträdanden i löpning, atletik och brottning.
År 1896 bildades Kohlswa Atlet- & Gymnastikförening, som sysslade med atletik, brottning och gymnastik. Den 12 december 1897 hade man vid dansbanan vid bruket en idrottsuppvisning. 1901 hade amatörföreningen, som den också kallades, en fest och där förekom bland annat brottning mellan Vilhelm Johansson och Köpingsbon Fritiof Levin. Matchen slutade oavgjord, sedan Levin uteslutande gått in för att stå tiden ut.
Framgångarna i fotboll för den i Köping bildade Idrottsföreningen Kamraterna, IFK Köping, lockade naturligtvis även Kolsvaborna att börja, företrädesvis med fotboll. Redan i början av 1900-talet hade Kolsva två fotbollsföreningar, löst organiserade visserligen, men trots allt föreningar: ett lag från bruket, som kallade sig Kolsva Idrottsförening och ett lag från Guttsta, som kallade sig för Svea. Det förra höll till söder om Bro Skola vid bruket. Klubbarna samarbetade lite med varandra och nya Kohlswa Idrottsförening bildades formellt i mars 1906 genom en sammanslagning av båda klubbarna och Emanuel Blomström valdes till ordförande. Någon gång mellan 1930- och 1940-talet ändrades namnet till Kolsva IF då det blev vanligare att orten Kolsva stavades så.
Vid årsmötet 1957 beslutades det att man skulle bilda en damsektion.

## Verksamhet

### Fotboll
Se: Kolsva IF Fotboll

### Brottning
Som i många andra föreningar, som utövar brottning, tog sporten fart 1932 då den kolsvabördige Albin Östman, som varit aktiv i Djurgårdens IF i Stockholm, bidrog till att sporten satte fart i Kolsva. Pionjärer var Östman, Sven Johansson, Åke och Sune Olsson, Rune Dahl, "Trille" Hoffstedt samt Arvid "Stina" Karlsson. Den första klubbmatchen förlorades mot Surahammars IF på bortaplan, men mot likaledes nystartade Köpings BK blev det två vinster. För första gången uppträdde detta år två Kolsvabrottare på ett DM och Albin Östman och Åke Olsson hemförde var sin andraplacering.
När Kolsva IF:s brottningssektion startade 1932 valdes Åke Olsson till kassör i sektionsstyrelsen och arbetade aktivt inom sektion fram till 1994 då han avgick efter 62 år i sektionsstyrelsen
En tid dominerades Kolsvabrottningen av familjen Andersson, där sex bröder varit aktiva och en ny generation i form av barn och barnbarn tagit vid och noterat betydande framgångar. Äldsta brodern Kjell Andersson har varit aktiv som domare. Som sådan har han också blivit internationellt erkänd då han var VM-domare i San Diego 1979.
Brottningssektionen har tagit hem ett stort antal guldmedaljer i olika mästerskap. Ett nordiskt mästerskap för seniorer, fem nordiska juniortitlar samt Mikael Anderssons världsmästartitel för ungdom i grekisk-romersk stil.
Här följer en lista över de mest meriterade brottarna i Kolsva som vunnit guldmedalj i större mästerskap:
- Karl-Erik "Kacka" Andersson: J-SM fristil 1962, J-SM grekisk-romersk 1961 och 1962, SM 1963.
- Bernt Andersson: J-SM fristil 1962.
- Conny Andersson: J-SM fristil 1968.
- Tord Åslund: U-SM grekisk-romersk 1971, 1973 och 1974, U-SM fristil 1973, J-SM grekisk-romersk 1973, 1975, 1976 och 1977, J-SM fristil 1973, 1975 och 1976, senior-SM grekisk-romersk 1973, senior-SM fristil 1974 och 1981, J-NM grekisk-romersk 1972, 1975 och 1976, NM 1975 och även brons i J-VM 1975 och 1977.
- Rolf Morsing: U-SM grekisk-romersk 1973, U-SM fristil 1973, J-SM grekisk-romersk 1975 och 1976, J-SM fristil 1971, 1975 och 1976, J-NM grekisk-romersk 1974 och 1976.
- Mikael Andersson: U-SM fristil 1979, U-SM grekisk-romersk 1980 och 1981, U-VM 1980.
- Teodor Jansson: U-SM fristil 1986.
- Magnus Erlandsson: U-SM fristil 1989 och 1991, U-SM grekisk-romersk 1991.
- Christoffer Persson: U-SM fristil 1997, 1999 och 2000.
- Tobias Morsing: U-SM grekisk-romersk 1997, 1998 och 1999, U-SM fristil 1997, 1998 och 1999, U-NM grekisk-romersk 1999, J-SM grekisk-romersk 2001 och 2002, J-SM fristil 2000 och 2001, SM fristil 2001.
- Tommy Sand: J-SM fristil 1999 och 2000, SM fristil 2000.
- Peter Englund: J-SM fristil 1999.

### Skidor
Kolsva IF fick sina första utövare på skidor året 1921. Det skulle dock dröja till 1924 innan man på ett möte beslöt att föreningen officiellt skulle bedriva verksamhet inom skidor. Entusiasmen för skidsport var stor, men man fick genom åren alltför dåliga resultat. Kolsva stod 1927 som arrangör för Hedströmsringens skidtävlingar, men man hade som vanligt inga större framgångar. 1928 i Hedströmsringens skidtävlingar i Karmansbo fick Kolsva IF sin första poäng genom tiderna genom en tiondeplacering av Oscar Janson i juniorklassen.
1931 uppmärksammades ett stort intresse för skidlöparmärket och det gav utdelning i form av ett diplom från Svenska Skidförbundet.
Kolsva IF hade klubbens bästa skidsäsong i föreningens historia 1940. Aldrig förr hade så många vältränade skidåkare representerat föreningen, konstaterades i verksamhetsberättelsen för 1940, där man också pekade på att av manliga DM-tävlingar på skidor förlorades bara en, på 30 km, och det med en futtig sekund.
Nedgången av skidsporten var stor i skidsektionen under 1940-talet och även 1951, då sektionen inte lyckades prestera några topplaceringar, något som skulle komma att prägla hela 1950-talet. 1954 lämnade en grupp av de mest prominenta skidåkarna Kolsva för att gå med i Hägersta GF istället.
Gunborg Zettergren blev 1960 den första kvinnliga föreningsmedlem som fick säte och stämma i ett specialförbund, Västmanlands skidförbund.
1962 vanns distriktsmästerskapet i skidorientering av Christer Andersson som var duktig både i orientering och skidor.
Efter en liten nedgång under 1960-talet började Kolsva IF så smått komma tillbaka inom skidsporten 1967, främst genom ungdomarna Sören Brodin och Marita Ahosmäki samt även Ivar och Berit Person, Christer Andersson med flera. I Bergslagsstafetten deltog 28 lag och här noterade seniorerna sin bästa placering på många år genom en sjätteplats.
Rent idrottsligt blev 1969 ett bra år för verksamheten. För skidåkarna blev säsongen upptakt till en som man hoppades ny start och tre distriktsmästerskap till klubben var ett bra resultat av den satsning på ungdomar som skett de närmast föregående åren.
Skidsektionen började 1970 sakta men säkert arbeta sig till distriktstoppen igen. Det var inte bara Christer Andersson och hans seniorkamrater som utmärkte sig, junioren Ulf Åkerström blev till exempel nionde man i yngre juniorklassen på SM.

### Gymnastik
På ett sammanträde den 23 januari 1933 beslöt ledningen att uppta gymnastik på föreningens program. Man beslöt att man skulle sända in en anmälan till Svenska Gymnastikförbundet om inträde och sedan en kommitté gått igenom lokal- och ledarfrågan beslöt man den 6 mars att bilda en gymnastiksektion. Men på grund av för få medlemmar lades sektionen på hyllan tills vidare. 1957 anlades en gymnastiksal till Centralskolan i Kolsva, vilket gav starka impulser av att åter bilda en gymnastiksektion och på årsmötet beslöts att man skulle starta en gymnastiksektion, men den dog åter ut efter bara några år. 1970 bildades det återigen en sektion, men denna gång för damgymnastik, där medlemsantalet rapporterades till 382.

## Tidigare verksamhet

### Backhoppning
1941 bildades en sektion i backhoppning genom representanter från skidsektionen och i DM deltog för första gången KIF-are i backhoppning i Uttersberg, dock uteblev framgångarna och sektionen lades på hyllan för att aldrig återuppstå igen.

### Bandy
I december 1925 togs en för orten helt ny idrottsgren upp, då Kolsva IF mönstrade till ett bandylag. Vilka som spelade i laget vilar i historiens dunkel, då anonymitetens slöja drogs över de aktiva i de två referat, som finns från mötena med Gisslarbo IF. Ena mötet vann GIF med 6-3, andra Kolsva med 5-2. Bandyfebern avtog dock för att till slut samma år försvinna helt. Den 19 oktober, 1926 tillsattes en bandysektion, som skulle undersöka om en bandybana kunde anordnas, men på grund av brist på mark lades det hela på is. Försöken att anlägga en bandybana misslyckades genom åren och bandylaget, som anmält sig till Västra Västmanlandsseien, fick inrikta sig på att spela samtliga fem matcher på bortaplan och i premiärmatchen besegrade man Arboga med 7-0.
Bandyn slopades ännu en gång som verksamhetsgren 1937 och i stället beslöt man att ingå i Svenska Ishockeyförbundet.
Bristen på bandyrör angavs som en orsak till att bandyspelarna inte heller 1948 kunde få sin efterlängtade isbana på Vargheden och man bestämde att lägga bandyn på is så länge.
Vintern 1951 uppenbarade sig på nytt ett bandylag i Kolsva IF:s färger. Denna gång var det den nyligen inflyttade tandläkaren Karl Bertil Granath som pånyttfödde bandyn tillsammans med de tongivande profilerna Nisse Hoffstedt, Lennart Arvidsson och Ellert Ehn. Laget dektig i endast en match mot Valsta SK. Valsta vann med 3-2. Ett lag från Kolsva deltog i Köpings korporationsbandy med framgångar.
Liksom under 1951 deltog ett lag i Kolsva i Köpings korporationsserie i bandy. Det blev gruppseger och det sporrade bandyvännerna att på nytt gå in till huvudstyrelsen med begäran om en bandysektion. En sådan kom också igång med bland andra Karl Bertil Granath som ledamot i sektionen. Lag anmäldes till distriktsserien och på vintern spelade tre matcher.
Bandylaget var ett av flera glädjeämnen under 1954 för KIF. Laget placerades i Bergslagsserien som var kvalificerade till det nationella seriesystemet. Seriefinalen mot Norbergs AIF slutade 2-2, men genom att KIF vunnit sina matcher med stora siffror tog laget hem serien.
1955 placerades Kolsva IF i det nationella seriesystemet i Västmanlandsserien division III. Laget slutade på näst sista plats i serien.
Bandylaget 1958 svarade för prestationen att utan hemmaplan vinna division IV, centrala gruppen, och kvalificerade sig för division III. Hemmamatcherna spelades i Köping och på Bysjön. Endast tre poäng förlorades och målkvoten blev 26-16.
1961 spolades bandybanan vid Hagen upp först i januari och serien hann aldrig slutspelas. KIF spelade i division IV och noterade många storsegrar. Genom att Skinnskattebergs bandylag inte ville vara med i påföljande års serie fick KIF inta platsen i division III och 1964 blev laget fyra där.
1960-talet präglades av ett generationsbyte, då man inte minst sagt kan nämna namn på en far och två söner som kom att bli världskända inom en annan idrott senare. Karl Bertil Granath och hans två söner Johan och Oloph Granath. 1968 placerade sig A-laget på en andra plats i Division III efter VSK-förstärkta Malmberg.

### Boxning
Året 1940 fick Sven Bouvin uppdraget att samla en boxningssektion och 1941 hade Kolsva skapat en boxningssektion.
I boxningen var det till att börja med stor aktivitet, men allteftersom tiden gick och framgångarna inte kom tröttnade en del av de aktiva. I februari 1941 hölls en boxningsgala, där Olle Bakke visade att han tidigare varit med i leken. Ett par veckor därpå reste en ganska stor trupp till DM i Hallstahammar, men det blev inga topplaceringar. På hösten hölls en ny gala i Kolsva med boxare från Kolsva, Arboga och Hallstahammar.
1942 deltog fyra man från KIF i DM i boxning för juniorer, men nådde inga topplaceringar. Sporten blev ingen större framgång för klubben och antalet utövare var väldigt få, varpå man valde att lägga ner boxningssektionen helt redan samma år.

### Cykling
I ett samarbete mellan Kolsva IF och Folkets park 1926 anordnades för första gången cykelloppet Kolsva-Skinnskatteberg-Kolsva och det nödvändiggjorde att föreningen sökte medlemskap i Svenska velocipedförbundet.
Cyklisterna i klubben hade 1928 handlat alltför självsvåldigt och styrelsen beslöt att ingen cykeltävling skulle få arrangeras utan att styrelsen först fattat beslut därom. Det sedvanliga cykelloppet Kolsva-Skinnskatteberg-Kolsva i samband med idrottsmässan gick dock programenligt utan framgångar för de egna åkarna.
Året 1930 hade cykelsporten nästan försvunnit helt och föregående år hade det inte hade startat någon hemmaåkare i Skinnskattebergsloppet. Huvudstyrelsen övertog då skötseln av cykelsektionen.
Under året 1937 beviljades föreningens utträde ur Svenska Velocipedförbundet och därmed blev cykelsektionen helt nedlagd för att aldrig återuppstå igen.

### Friidrott
Kolsva IF började redan 1906 med friidrott och i september 1908 tävlade man första gången om sex pokaler som brukspatron Lindberg satte ihop i hopp, löpning och kast.
År 1910 fick KIF sin förste distriktsmästare i friidrott. Det skedde vid DM i Örebro, där Kolsva representerades av fyra män. Robert Andersson (senare Fernhagen) vann överraskande 400 meter på den för dåtida förhållanden goda tiden 56,8 och blev även andre man på 100 meter efter en av landets bästa sprinters E. Grandell från Västerås.
På ett möte den 6 april 1924 beslöts att föreningen skulle bedriva verksamhet inom allmän idrott och friidrottarna kom igång på allvar genom Hedströmsringen, som anordnade tävlingar i Riddarhyttan och Kolsva. Tävlingarna i Kolsva betydde ett genombrott för den fria idrotten i samhället, då man för första gången under ordnade former på visserligen enkla men dock iordningställda banor på södra delen av idrottsplatsen i Hästfallet kunde hålla tävlingar.
I samarbete med Folkets park 1926 anordnades för första gången stafettlöpning Kolsva runt, som de egna pojkarna vann före Uttersbergs IK.
1942 beslöt föreningen att man skulle satsa mer på friidrott och det gav också utslag. Deltagandet i Västmanlandsserien, Klass III, gav gruppseger som resultat, men i finalen mot Hyttans IF blev det stopp.
1947 blev det knappast någon verksamhet inom friidrotten och löftet Åke Dahlman föredrog att tävla för IK Westmannia.
Friidrotten låg nästan nere 1950. Kolsva fick i uppdrag att anordna bruksringsmästerskapen för att friidrottssektion skulle få en knuff framåt. Enda påtagliga framgång var en femteplacering på 400 meter av S E Engström.
1958 noterade friidrotten en hel del framgångar i Bruksringens tävlingar och några framgångar även i seniormästerskapen.
1960 låg friidrotten nästan helt nere. Föreningens bästa sprinter försvann till GIF Köping och ett par deltagare deltog med måttliga framgångar i tävlingarna.
1962 hände inget inom friidrotten och det gjordes inte mycket väsen av sig på grund av brist på ledare. Men mot slutet av året kom Uno Josefsson till Kolsva som extra gymnastiklärare och han lovade att ta hand om friidrotten, som hade flera lovande medlemmar, bland andra Johan Granath.
1967 gjorde friidrotten liksom tidigare år inget större väsen av sig, men ett hopskramlat lag vann Ramsbergsstafetten.
1968 fick Kolsva IF en ny svensk mästare i Conny Andersson som vann sin klass i juniorernas fristils-SM och blev tvåa i senior-SM. Dock saknade friidrotten en ledare och detta betydde att det blev få framträdanden. Det var i stort sett bara flickor som deltog i några tävlingar. Lea Salin vann ungdoms-DM i terräng och i tävlingen om ungdomssköldarna i Västmanland kom Kolsva på en fjärde plats i flickklassen.

### Handboll
I och med byggnationen av en gymnastiksal i Kolsva 1957 sändes folk från handbollsförbundet för att propagera för handboll, vilket dock inte blev aktuellt då. 1958 var det dags igen för handbollsförbundet att propagera för att starta ett handbollslag, denna gång ville de att KIF skulle starta ett handbollsdamlag. 1960 ställde ett damlag upp i en handbollsserie tillsammans med Västanfors IF, Fagersta Södra IK, Västerfärnebo IF och Sätra IF, men kom sist, till största delen beroende på bristande rutin.

### Ishockey
Vid en ishockeyintroduktion 1937 för Västmanland som hölls i Köping valde Kolsva IF att ingå i Svenska Ishockeyförbundet och vid samma möte valdes "Frigge" Bergström att ingå i en planeringskommitté. Även en serie skulle upprättas med 9 lag i en enkelserie som kom att heta Västmanlandserien, där KIF dock slutade sist.
Krigsåret 1939 inleddes med ishockey, där KIF spelade i division 2 av Västmanlansserien. Den vann Kolsva före Riddarhyttan SK och Skinnskattebergs SK. Året därpå kämpade laget en ojämn kamp mot mera etablerade lag. I DM besegrades KIf av BK 30 med 2-1 och i Västmanlandsserien, Division I, blev det en femte plats med endast IFK Västerås efter sig.
1941 var KIf dock inte längre med i ishockeyförbundet och det skulle nu dröja många år innan klubben tog upp ishockeyn på agendan igen.
1957 ville ishockeyförbundet att Kolsva IF skulle återuppta ishockey, men det blev inget beslut om det.
1958 spelades en ishockeymatch av ett juniorlag mot Riddarhyttans juniorer, som vann med 3-2. På årsmötet beslöts att man skulle starta ishockeysektionen på nytt efter påtryckningar från ishockeyförbundet. Men i slutet av året hade man fortfarande inte tillsatt någon ishockeysektion, dock tillsattes det en kontaktman för sektionen.
1961 ville ishockeyvännerna ha en sektion men fick inget gehör, men ändå startade ishockeyn så smått utan att vara med i någon serie 1962. A-laget vann en del matcher och spelarna diskuterade ett slag att bilda en specialklubb men valde att stanna kvar i KIF.
Ishockeyn kunde den 6 mars 1962 inviga sin rink. IK Westmannia som stod för invigningsmatchen vann över KIF med 5-2. I seriespelet indelades KIF i Division V och blev där trea. I en extraserie med sex lag blev KIF fyra.
1964 lyckades Kolsva kriga åt sig en fjärde placering i Division V före Gryta och placerades nästa säsong i Division IV.
1967 gjorde KIF flera bra matcher i Division IV och hade snudd på avancemang. Två snöpliga nederlag mot Sevalla och IK Nord satte stopp för KIF:s framfart och placeringen i serien blev bara fyra.
1968 lyckades Kolsva placera sig på en andra plats i Division IV.
1969 inleddes säsongen med två storsegrar mot IK Nord med 16-1 och 23-3, men laget tappade sedan stilen och slutade till slut på en fjärde placering i Division IV.
Kolsva IF vann Division IV, 1970. Surahammars IF B och Västerås IK B tog hem tätplatserna i serien, men eftersom B-lag inte flyttas upp fick KIF ta steget upp till Division III. IK Westmannia, som hade åkt ned till Division III, gjorde ett förslag till en sammanslagning, men KIF sa nej.
När nya säsongen 1971/1972 i Division III sedan började tog KIF ledningen efter tre omgångar före IK Westmannia och Kolbäcks AIK, men kunde inte hålla ställningen säsongen ut.

### Orientering
Den 6 september 1932 beslöt föreningen att man skulle uppta orientering på programmet och den inleddes med en klubbtävling redan den 25 september där första segraren blev Ture Wickström.
1943 hade orienterarna en lång säsong med start redan den 8 mars och sluttävling i november. Tioklubbars arrangerades av föreningen, där blev S Karlsson tvåa, en placering som även nåddes i lagtävlingen. Resten av 1940-talet bestod av mellanår för orienteringen då medlemsantalet hade sjunkit och framgångar uteblev.
1949 arrangerade för första gången en distriktstävling i nattorientering, Kolsvanatten, som lockade ett 70-tal startande. Premiärbanläggare var Birger Johansson och segrare Gunnar Eriksson från Ridarhyttan.
1960 märktes det på nytt ett stort intresse för orienteringen. Det kom in en hel del yngre löpare, som noterade stora framgångar på tävlingarna.
1962 hade orienteringen en god säsong, där kulmen utgjordes av Lars Ivan Karlssons andraplacering i junior-DM, som kvalificerade honom för SM-start, den första i föreningens historia i fråga om juniorer.
1967 gjorde orienterarna den bästa säsongen på länge med många lovande ungdomar, av vilka Göran Andersson tog steget in i den svenska eliten. Han hade flera topplaceringar i Västmanniadens deltävlingar och en andra plats i finalen.
1968 hade orienteringen en omfattande säsong. Ungdomarna i synnerhet deltog i tävlingar i hela Mellansverige med flera tätplaceringar.

### Simning
Västerås Simsällskap gästade Kolsva 1930 och gav i samarbete med KIF en simuppvisning, som var meningen skulle bli början till en simsektion. Tyvärr dröjde det flera år innan en sådan blev verklighet, men de första simtävlingar med kolsvadeltagare fick man emellertid vara med om.
1940 anordnades klubbmästerskap av simläraren Einar Sjödin, men det skulle dröja till 1941 då klubben tog upp simning som ny sektion, som introducerades på allvar. Kolsva deltog samma år med tio simmare i bruksringsmästerskapen i simning, men utan några framgångar. Dock skulle simningen avta med tiden och dröja till 1947 då man beslöt att åter igen uppta simning på föreningens program. Men inte heller denna gång lyckades klubben hålla sektionen vid liv och man lade 1948 ner sektionen.

## Hedersmedlemmar
- Johan Granath (1976) - Skridskolöpning
- Oloph Granath (1976) - Skridskolöpning
- Tord Åslund (1972) - Brottning

### Bokkällor
- Arvidsson, Lennart (1981). Kolsva Idrottsförening 1906 - 1981, Jubileumskrift 75 år. Skriven 1981. Läst 2014-04-23.

### Webbkällor
- Om Kolsva IF Brottning - Kolsva IF Brottningssektion. Skriven 2003. Läst 2014-04-26.